# Aechmorhynchus
Genre
Aechmorhynchus était un genre d'oiseaux appartenant à la famille des Scolopacidae, synonyme de Prosobonia depuis octobre 2012.

## Liste des espèces
Jusqu'à la version 3.1, de 2012, de la classification du Congrès ornithologique international, il comptait les espèces suivantes : 
- Aechmorhynchus parvirostris – Chevalier des Tuamotu
- †Aechmorhynchus cancellatus – Chevalier de Kiritimati